# إفثيميوس تساكاليريس
إفثيميوس تساكاليريس (باليونانية: Ευθύμης Τσακαλέρης)‏ مواليد 22 يوليو 1989 في سالونيك، هو لاعب كرة سلة يوناني. بدأ مسيرته الاحترافية في سنة 2009. يبلغ طوله 6 قدم 9.5 بوصة (2.1 م).

## المسيرة الاحترافية
لعب مع نادي أريس لكرة السلة من سنة 2012 إلى 2014، ثم لعب مع نادي بانلفسينياكوس لكرة السلة في موسم 2014–2015، ثم لعب مع نادي أركاديكوس لكرة السلة في سنة 2016.

## روابط خارجية
- إفثيميوس تساكاليريس على موقع DraftExpress.com (الإنجليزية)
- إفثيميوس تساكاليريس على موقع ريلجم (الإنجليزية)